# Hermann Benrath
Hermann Eugen Isaak Benrath (* 27. Märzjul. / 8. April 1838greg. in Sankt Petersburg; † 12. Apriljul. / 24. April 1885greg. in Woiseck (estnisch: Võisiku), Estland) war ein deutsch-baltischer Chemiker.

## Leben
Nach dem Schulbesuch in Düren und Pernau studierte Hermann Benrath an der Kaiserlichen Universität Dorpat zuerst Medizin, dann Chemie. 1868 wurde er bei Carl Ernst Heinrich Schmidt  mit der Arbeit Die Normal-Zusammensetzung bleifreien Glases und die Abweichungen von derselben in der Praxis promoviert. 1865–1879 war er Direktor der Glashütte Lisette bei Woiseck, dann Direktor der Spiegelfabrik Catharina bei Oberpahlen.
Benrath heiratete 1864 Marie Amelung, eine Schwester von Friedrich Amelung.

## Schriften
- 1868 Die Normal-Zusammensetzung bleifreien Glases und die Abweichungen von derselben in der Praxis
- 1875 veröffentlichte er in Braunschweig eine Monografie Die Glasfabrikation, in der er die Verwendung von Messingformen zur Herstellung von Pressglas beschrieb.
- 1871 Beiträge zur Chemie des Glases (Barytglaeser. Entglasung)